# Польский театр
Польский театр — отрасль польской культуры,  особенностью которой является художественное отображение жизни при помощи сценической деятельности актёров перед зрителями.

## История

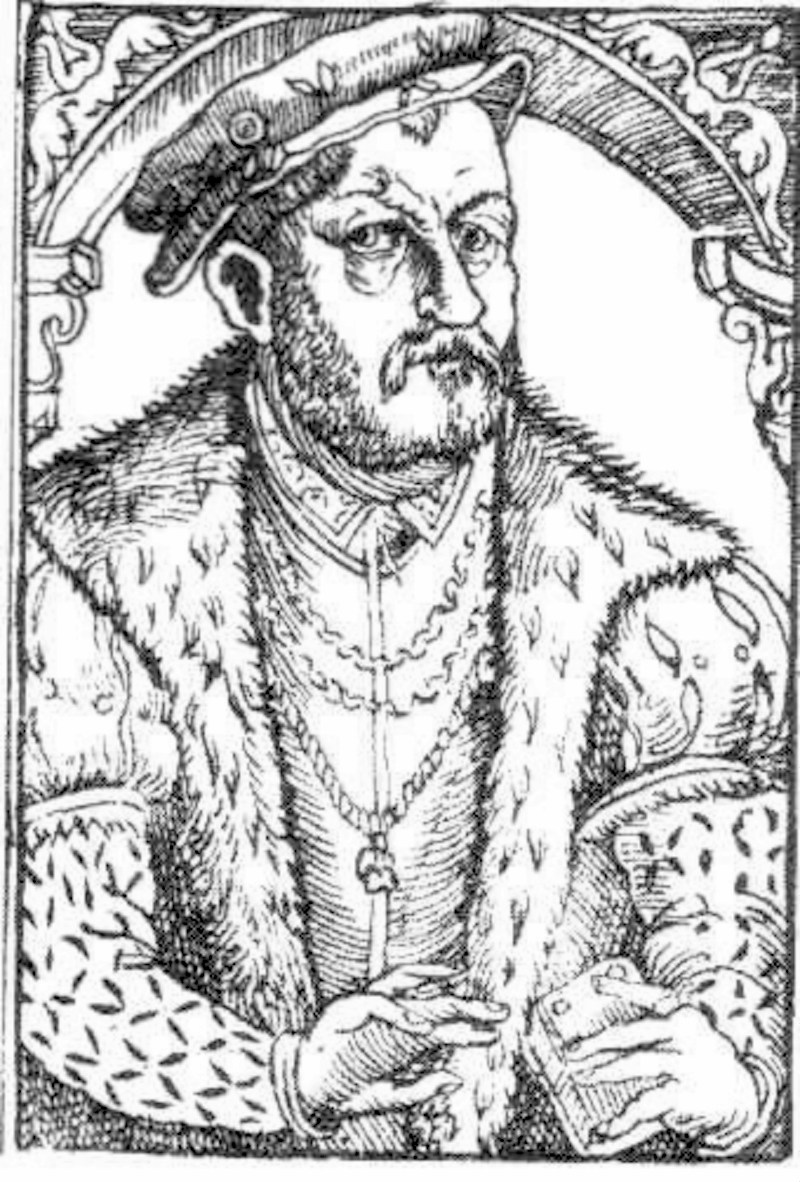
Николай Рей

Истоки польского театра восходят к средневековью. В то время развивался религиозный театр. Вероятно, в XII веке появились литургические драмы и пьесы. В собрании молитв, изданном в Кракове, были написаны сценарии спектаклей рубежа XII и XIII веков и литургическая драма Visitatio Sepulchri («Посещение Гроба Господня»). Древнейшие записи латинской литургической драматизации были сделаны в XIII веке (processio в Palmarum Рамис) и в середине XIII века (Visitatio Sepulchri до 1253). Старая сохранившаяся запись с целью ритуальных выступлений в польском языке умирает жалобу (копия 1470 года).
Сегодня границы польского театра выходят далеко за пределы Польши. Существуют польские театры во Львове, Вильнюсе, Торонто, Нью-Йорке и в других городах.
В 2003 году режиссёром Евгением Лавренчуком был создан Польский театр в Москве.